# زاکس ۱۸۳۶۰
سیارک ۱۸۳۶۰ (به انگلیسی: 18360 Sachs، نامگذاری:1990TF9) هجده هزار و سیصد و شصتمین سیارک کشف شده‌است که در ۱۰ اکتبر ۱۹۹۰ کشف شد.
قدر مطلق سیارک برابر ۱۴٫۸۰ است.